# 泽伦·施托克斯
泽伦·施托克斯（德語：Sören Storks，1988年11月9日—）是一位德国足球裁判，现代表拉姆斯多夫体育锻炼俱乐部（VfL Ramsdorf）执法。

## 裁判生涯
施托克斯的本职是一位在施工现场负责布置的木匠，居住在费伦的市分区拉姆斯多夫。他于业余时间在拉姆斯多夫体育锻炼俱乐部（VfL Ramsdorf）担当足球裁判 。
当施托克斯自2012-13赛季以来共计主哨了29场德丙联赛后，他于2015-16赛季开始执法德乙联赛。自2017-18赛季起，他又进一步升任德甲联赛裁判，当中除施托克斯外，还有斯文·雅布隆斯基、马丁·彼得森和毕碧安娜·施泰因豪斯一同获得了德国足协的任命，使德甲主裁判团队的总人数从23人增至24人。他的首次德甲亮相是在2017年8月25日由科隆对阵汉堡的比赛，于下半时接替受伤的出场。